# Poemenesperus villiersi
Poemenesperus villiersi es una especie de escarabajo longicornio del género Poemenesperus, tribu Tragocephalini, subfamilia Lamiinae. Fue descrita científicamente por Lepesme en 1947.
Se distribuye por Costa de Marfil. Mide aproximadamente 15 milímetros de longitud. El período de vuelo ocurre en el mes de octubre.